# هليووا
هليووا هو فيلم من نوع كوميديا أُصدر في 2011. الفيلم من إنتاج وتوزيع ستوديو كنال. وهو من إخراج Frédéric Berthe ‏، أما السيناريو فكان من كتابة فلورنس فروستي.

## القصة
تقع أحداث الفيلم في باريس.

## طاقم التمثيل
- Robert Maschio [الإنجليزية]‏
- فلورنس فروستي
- موريل روبين
- أليكس لوتز
- جمال دبوز
- جيف رووب
- جيروم كوماندر
- Odile Schmitt [الإنجليزية]‏
- Sophie Mounicot [الإنجليزية]‏
- Éric Massot  [لغات أخرى]‏
- نيكي ديلوش
- كارل لاغرفيلد

## الإنتاج
موسيقى الفيلم التصويرية كانت من تأليف Philippe Rombi ‏.

## وصلات خارجية
- هليووا على موقع IMDb (الإنجليزية)
- هليووا على موقع روتن توميتوز (الإنجليزية)
- هليووا على موقع نتفليكس (الإنجليزية)
- هليووا على موقع ألو سيني (الفرنسية)
- هليووا على موقع أول موفي (الإنجليزية)
- هليووا على موقع فيلمافينيتي (الإسبانية)
- هليووا على موقع قاعدة بيانات الفيلم (الإنجليزية)
- هليووا على موقع ليتربوكسد (الإنجليزية)
- هليووا على موقع كينوبويسك (الروسية)